# Macaron le glouton
Pour les articles homonymes, voir Macaron (homonymie).
« Cookie Monster » redirige ici. Pour le roman de 2003, voir Cookie Monster (roman).
 (août 2021).
Si vous disposez d'ouvrages ou d'articles de référence ou si vous connaissez des sites web de qualité traitant du thème abordé ici, merci de compléter l'article en donnant les références utiles à sa vérifiabilité et en les liant à la section « Notes et références ».
Macaron le glouton  (en anglais Cookie Monster) est une marionnette dans l'émission pour enfants 1, rue Sésame.

C'est un gentil monstre qui adore les gâteaux. Il est connu pour son appétit vorace. Dans  « 1, rue Sésame » (version française), il ne s'exprime que par ses sempiternels « Gâââteaux, gââateaux ! ». Dans « 5, rue Sésame », les phrases qu'il prononce au sujet de la nourriture sont : « moi veux cookies ! », « moi mange cookies ! », et « nom nom nom » (« mâche, mâche, miam, miam ») lorsqu'il parle avec la bouche pleine. Macaron mange souvent tout et n'importe quoi, y compris des yaourts, des beignets, de la laitue, des pommes, des bananes, et autant d'objets qui normalement ne se mangent pas. Cependant, comme son nom original l'indique, il préfère bien entendu les gâteaux.
Ce monstre dévoreur de cookies naît, comme les autres personnages de la série, vers 1969. Plus précisément, son origine est l'un des trois monstres, conçus par Jim Henson en 1966.
En 2006, il est utilisé à des fins éducatives : afin de rappeler au public enfantin de la série de garder des habitudes alimentaires saines, il dit que les cookies ne sont qu'un goûter, et qu'il aime également les fruits.
On le reconnaît grâce à sa forme bien particulière : il est fait d'une « fourrure bleue-verte avec des yeux globuleux, sans oublier son tempérament et son penchant quasi maladif pour les petits gâteaux secs. »
En guise de famille, Macaron a une mère, une petite sœur, un cousin génétiquement identique, qui partagent tous le bleu de sa fourrure et ses yeux globuleux. Il a aussi un père, que l'on peut voir dans un sketch promouvant la conservation de l'eau et l'écologie. Les deux parents de Macaron ont un appétit énorme, et Macaron, comme tous ses amis dans la série, sont des motifs populaires sur les t-shirts au Royaume-Uni.